# Desa Sirnabaya (administrativ by i Indonesien, lat -6,65, long 108,53)
Desa Sirnabaya är en administrativ by i Indonesien.   Den ligger i provinsen Jawa Barat, i den västra delen av landet, 190 km öster om huvudstaden Jakarta.